# Europejski Fundusz Leasingowy
Europejski Fundusz Leasingowy (EFL SA) – przedsiębiorstwo z siedzibą we Wrocławiu, wyspecjalizowane w udzielaniu leasingu i pożyczek dla firm. Od początku działalności jest członkiem Polskiego Związku Leasingu. Działalność EFL SA prowadzona jest w zakresie udzielania leasingu:
- samochodów osobowych, dostawczych i ciężarowych
- maszyn i urządzeń
- sprzętu i oprogramowania IT
- sprzętu medycznego
- sprzętu rolniczego
- nieruchomości

## Grupa EFL
EFL SA wchodzi w skład Grupy EFL oferującej usługi finansowe dla firm. Pozostałe spółki grupy EFL:

Eurofactor Polska SA – wyspecjalizowana w factoringu, czyli wykupie wierzytelności firm

Carefleet S.A. – oferująca rozwiązania w zakresie finansowania i zarządzania flotami pojazdów

EFL Finance – specjalizuje się w udzielaniu pożyczki oraz ubezpieczeń

EFL Service – wspiera grupę Crédit Agricole w Polsce

## Historia
13 czerwca 1991 roku we Wrocławiu powstał Europejski Fundusz Leasingowy jedna z pierwszych firm leasingowych w Polsce. Równolegle powstała organizacja chroniąca prawa leasingodawców zwana dzisiaj Związek Polskiego Leasingu
W 1993 spółka złożyła ofertę zakupu akcji Banku Turystyki w ramach procesu prywatyzacji banku przez Skarb Państwa. Oferta została uznana za mniej korzystna niż konkurencyjna oferta złożona przez Bartimpex.

W latach 1995–1997 EFL rozpoczął pierwsze inwestycje i poszerzanie działalności. Najpierw zakupił Towarzystwo Ubezpieczeniowe „Europa”, a dwa lata później uzyskał pakiet kontrolny MR Leasing Serwis.

Od 1997 roku EFL działa w formie spółki akcyjnej, która w latach 2000–2005 była notowana na warszawskiej Giełdzie Papierów Wartościowych.

Od 16 listopada 2001 EFL wchodzi w skład francuskiej grupy bankowej Crédit Agricole.

W roku 2012 został przeprowadzony rebranding mający na celu podkreślenie przynależności do grupy.

W 2013 roku Europejski Fundusz Leasingowy wprowadził nowatorski na rynku produkt – Leasing Swobodny umożliwiający samodzielną zmianę wysokości rat leasingu już w trakcie trwania umowy.

## Nagrody
Firma Przyjazna Klientowi

Finansowa Marka Roku

Firma Wysokiej Reputacji

Marka Godna Zaufania

Lider Przedsiębiorczości

Inspiratorzy Biznesu Najlepszy Pracodawca